# Полішпаківська сільська рада
Полішпаківська сільська́ ра́да (раніше — Петрівська сільська рада, Підколінська сільська рада) — колишня адміністративно-територіальна одиниця та орган місцевого самоврядування в Великомихайлівському районі Одеської області. Адміністративний центр — село Полішпакове.
Дата ліквідації — 22 грудня 2019 року. Населені пункти були підпорядковані Новоборисівській сільській громаді.

## Загальні відомості
- Територія ради: 42,52 км²
- Населення ради: 741 особа (станом на 2001 рік)

## Історія
Населення Підколінської сільради Цебриківського району Одеської округи Одеської губернії на початку 1924 року становило 1008 осіб.
Станом на 1 вересня 1946 року до складу Підколінської сільської ради, яка була частиною Цебриківського району, входили: с. Козакове, с. Підколінне, х. Наливайкове.
У 1962 році Петрівська сільська рада увійшла до складу Роздільнянського району.
В 1965 році сільрада була передана зі складу Роздільнянського району до Великомихайлівського.
На 1 травня 1967 року до складу Петрівська сільської ради входили: с. Петрівське, с. Благоєве, с. Данилівка, с. Козакове, с. Наливайкове, с. Незаможник, с. Першотравневе, с. Підколінне. На території сільради було 2 колгоспи: імені Димитрова (господарський центр — Першотравневе) та «Україна» (Підколінне).
Станом на 1 січня 1978 року на території сільради існував колгосп «Дружба народів» (господарський центр — Петрівське).
Одеська обласна рада народних депутатів рішенням від 25 листопада 1991 року у Великомихайлівському районі утворила Першотравневу сільраду з центром в селі Першотравневе і сільській раді підпорядкувала села Благоєве, Данилівка і Незаможник Петрівської сільради.

## Населені пункти
Сільській раді були підпорядковані населені пункти:
- с. Полішпакове
- с. Козакове
- с. Наливайкове

## Населення
Згідно з переписом 1989 року населення села становило 1880 осіб, з яких 882 чоловіки та 998 жінок.
За переписом населення 2001 року в селі мешкало 740 осіб.

### Мова
Розподіл населення за рідною мовою за даними перепису 2001 року:
| Мова       | Відсоток |
| ---------- | -------- |
| українська | 86,1 %   |
| молдовська | 6,48 %   |
| російська  | 3,64 %   |
| вірменська | 3,24 %   |
| болгарська | 0,4 %    |
| єврейська  | 0,13 %   |

## Склад ради
Рада складається з 14 депутатів та голови.
- Голова ради: Шпаковський Микола Петрович
- Секретар ради: Ларіна Тетяна Данилівна

### Керівний склад попередніх скликань
| Прізвище, ім'я, по батькові  | Основні відомості                                                                       | Дата обрання | Дата звільнення |
| ---------------------------- | --------------------------------------------------------------------------------------- | ------------ | --------------- |
| Перчеклій Георгій Васильович | Сільський голова, 1947 року народження, безпартійний                                    | 26.03.2006   | 31.10.2010      |
| Шпаковський Микола Петрович  | Сільський голова, 1964 року народження, освіта середня спеціальна, член Партії регіонів | 31.10.2010   |                 |

Примітка: таблиця складена за даними сайту Верховної Ради України

### Депутати
За результатами місцевих виборів 2010 року депутатами ради стали:

#### За суб'єктами висування
| Суб'єкт висування | Кількість обраних депутатів | %   |
| ----------------- | --------------------------- | --- |
| Партія регіонів   | 14                          | 100 |

#### За округами
| № округу        | Прізвище, ім'я, по батькові    | Дата визнання обраним | Освіта  | Партійна приналежність | Відомості про обраного депутата                        |
| --------------- | ------------------------------ | --------------------- | ------- | ---------------------- | ------------------------------------------------------ |
| Партія регіонів |                                |                       |         |                        |                                                        |
| 1               | Борзов Микола Іванович         | 04.11.2010            | середня | позапартійний          | пенсіонер                                              |
| 2               | Прокопенко Агрепіна Миколаївна | 04.11.2010            | середня | позапартійна           | Петрівська сільська рада, техпрацівниця                |
| 3               | Ларіна Тетяна Данилівна        | 04.11.2010            | середня | позапартійна           | Петрівська сільська рада, секретар                     |
| 4               | Мордванюк Оксана Миколаївна    | 04.11.2010            | середня | позапартійна           | ТОВ «Дружба народів», обліковець тракторної бригади    |
| 5               | Поповецький Петро Михайлович   | 04.11.2010            | середня | член Партії регіонів   | тимчасово не працює                                    |
| 6               | Гнатенко Раїса Вікторівна      | 04.11.2010            | вища    | позапартійна           | ТОВ «Дружба народів», завідувачка СТФ                  |
| 7               | Поповецький Василь Михайлович  | 04.11.2010            | середня | позапартійний          | тимчасово не працює                                    |
| 8               | Матвєєва Наталія Ярославівна   | 04.11.2010            | середня | позапартійна           | ТОВ «Нива», завгосп                                    |
| 9               | Прокопенко Валентина Іванівна  | 04.11.2010            | середня | позапартійна           | Петрівська сільська рада, завідувачка будинку культури |
| 10              | Гаврись Наталія Олегівна       | 04.11.2010            | середня | позапартійна           | Петрівський відділ зв'язку, начальник відділу          |
| 11              | Шпаковська Алла Степанівна     | 04.11.2010            | вища    | позапартійна           | Петрівська загальноосвітня школа І-III ст., директор   |
| 12              | Черник Тетяна Іванівна         | 04.11.2010            | середня | позапартійна           | ТОВ «Дружба народів», кухар                            |
| 13              | Резніченко Семен Петрович      | 04.11.2010            | середня | позапартійний          | Роздільнянська ДК, колійний майстер                    |
| 14              | Шпильчук Аліна Михайлівна      | 04.11.2010            | середня | позапартійна           | тимчасово не працює                                    |